# Monte Assiniboine
El monte Assiniboine (en inglés: Mount Assiniboine), también conocido como montaña Assiniboine, es un pico piramidal de Canadá situado en la Gran divisoria continental, en la frontera entre las provincia de la Columbia Británica y Alberta.
Con una altitud de 3618 m, es el pico más alto de la cordillera Continental del sur de las Rocosas canadienses. Tiene una prominencia de 2086 m, que lo sitúan como el 33.º pico ultraprominente del país. El monte Assiniboine se eleva casi 1525 m sobre el lago Magog. Debido a su parecido con el Matterhorn de los Alpes, es apodado el «Matterhorn de las Rocosas».
El monte Assiniboine fue nombrado por George M. Dawson en 1885. Cuando Dawson vio el monte Assiniboine desde la montaña Copper, vio una columna de nubes que se alejaba de la cima. Eso le recordó las columnas de humo que emanaban de los tipis de los indios Assiniboine.
El monte Assiniboine se encuentra en el límite entre el parque provincial Monte Assiniboine, en la Columbia Británica, y el parque nacional Banff, en Alberta. El parque no tiene carreteras y, por lo tanto, sólo se puede llegar a él caminando durante seis horas o en un paseo a caballo de 27 km, un paseo en bicicleta de tres horas (ahora prohibido para reducir los encuentros entre humanos y osos pardos) o en helicóptero. El acceso habitual es a través de Bryant Creek. Desde Canmore se sigue el camino de Smith-Dorien hasta el estacionamiento del monte Shark. El sendero está bien señalizado. También hay un helipuerto.

## Alpinismo
El monte Assiniboine fue escalado por primera vez en el verano de 1901 por James Outram, Christian Bohren y Christian Hasler. En 1925, Lawrence Grassi se convirtió en la primera persona en hacer una ascensión en solitario. El 27 de agosto de 2001, la nieta de Bohren, Lonnie, junto con otras tres personas, realizó una ascensión exitosa, celebrando el centenario de la primera ascensión. 
No hay rutas de scrambling hasta el monte. Assiniboine. Las rutas de montañismo más fáciles son la cresta Norte y la cara Norte en YDS 5.5, a las que se llega desde Hind Hut.

## Galería

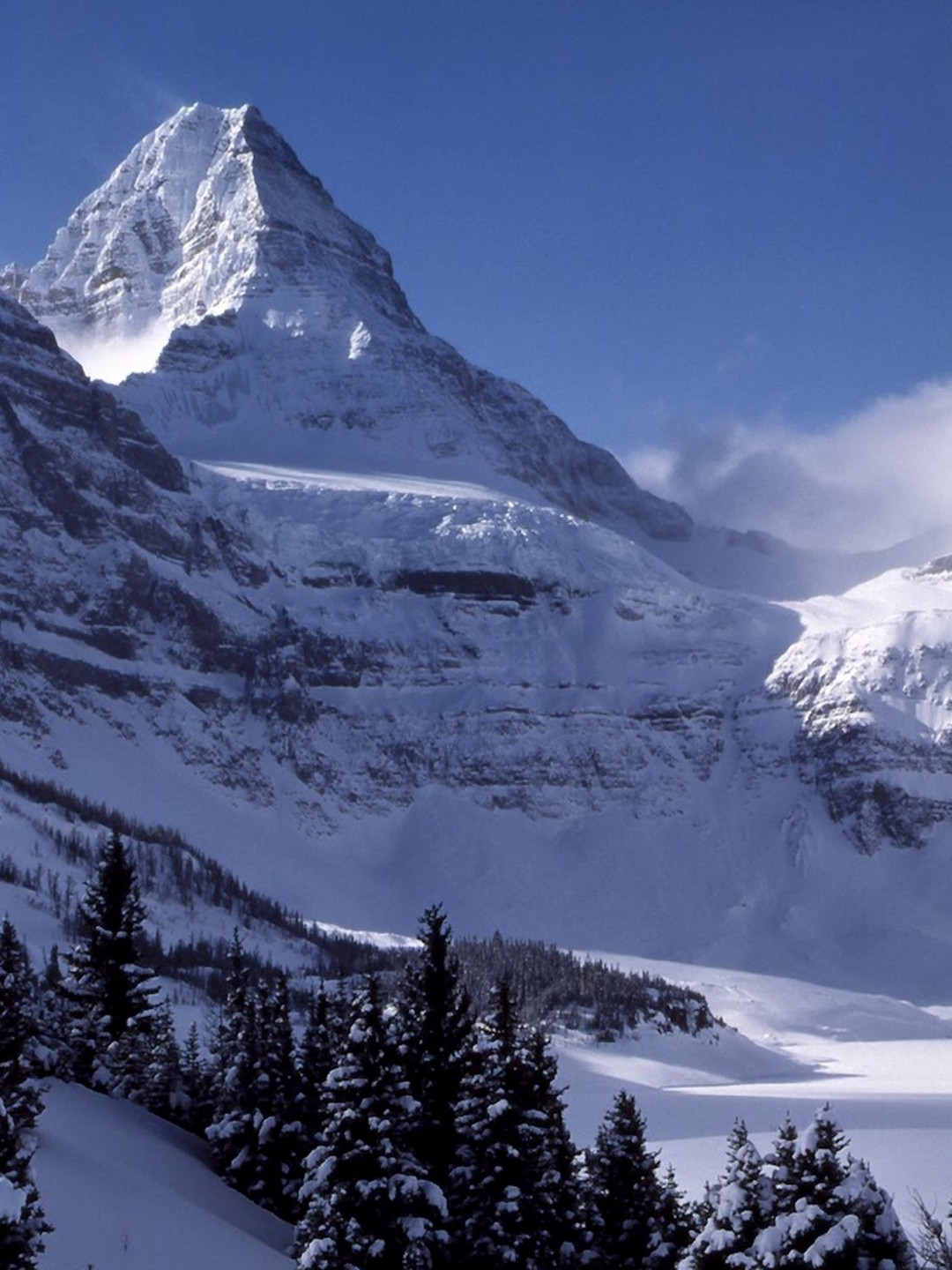
El monte Assiniboine visto desde arriba del lago Magog
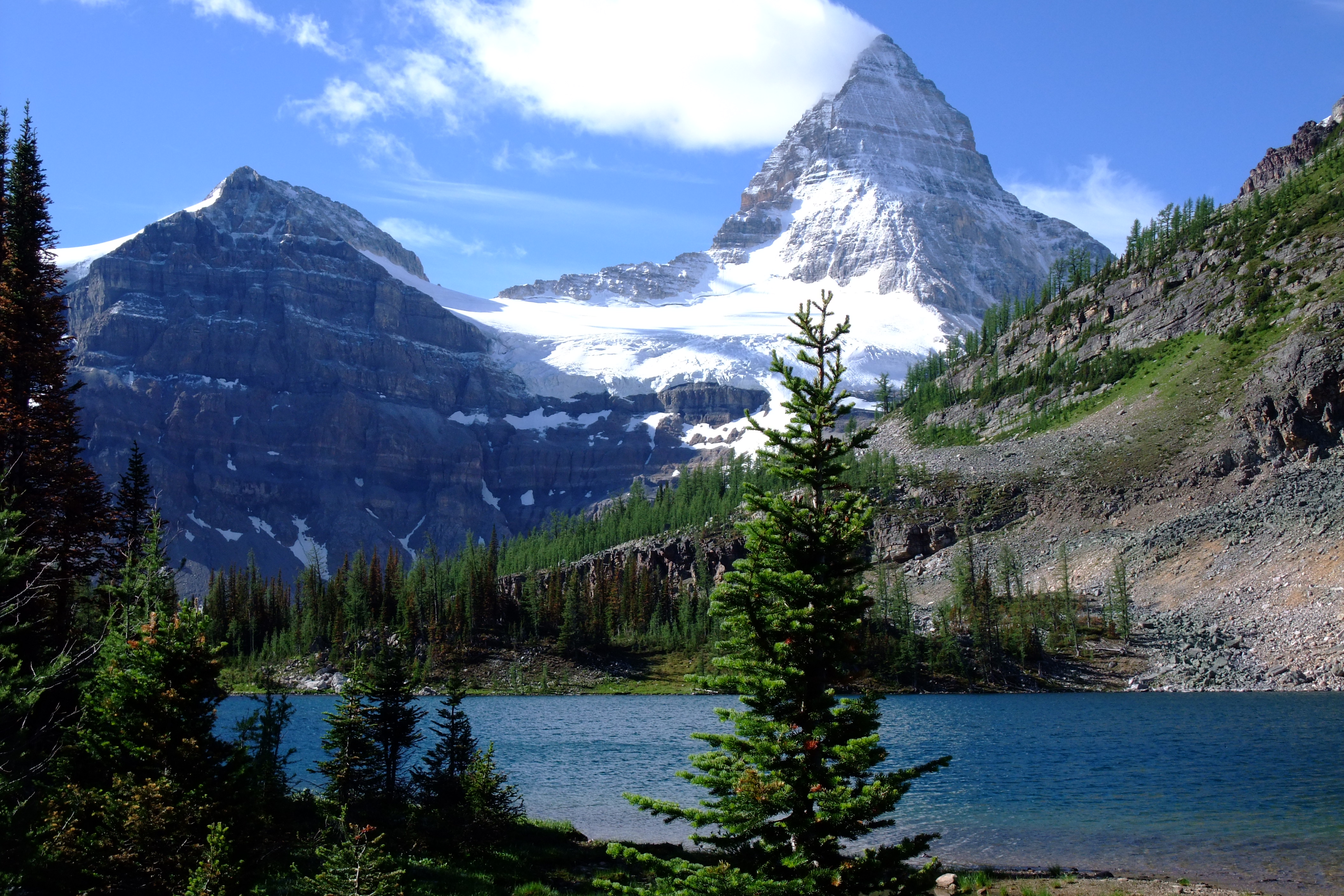
El monte Assiniboine visto desde Sunburst Lake
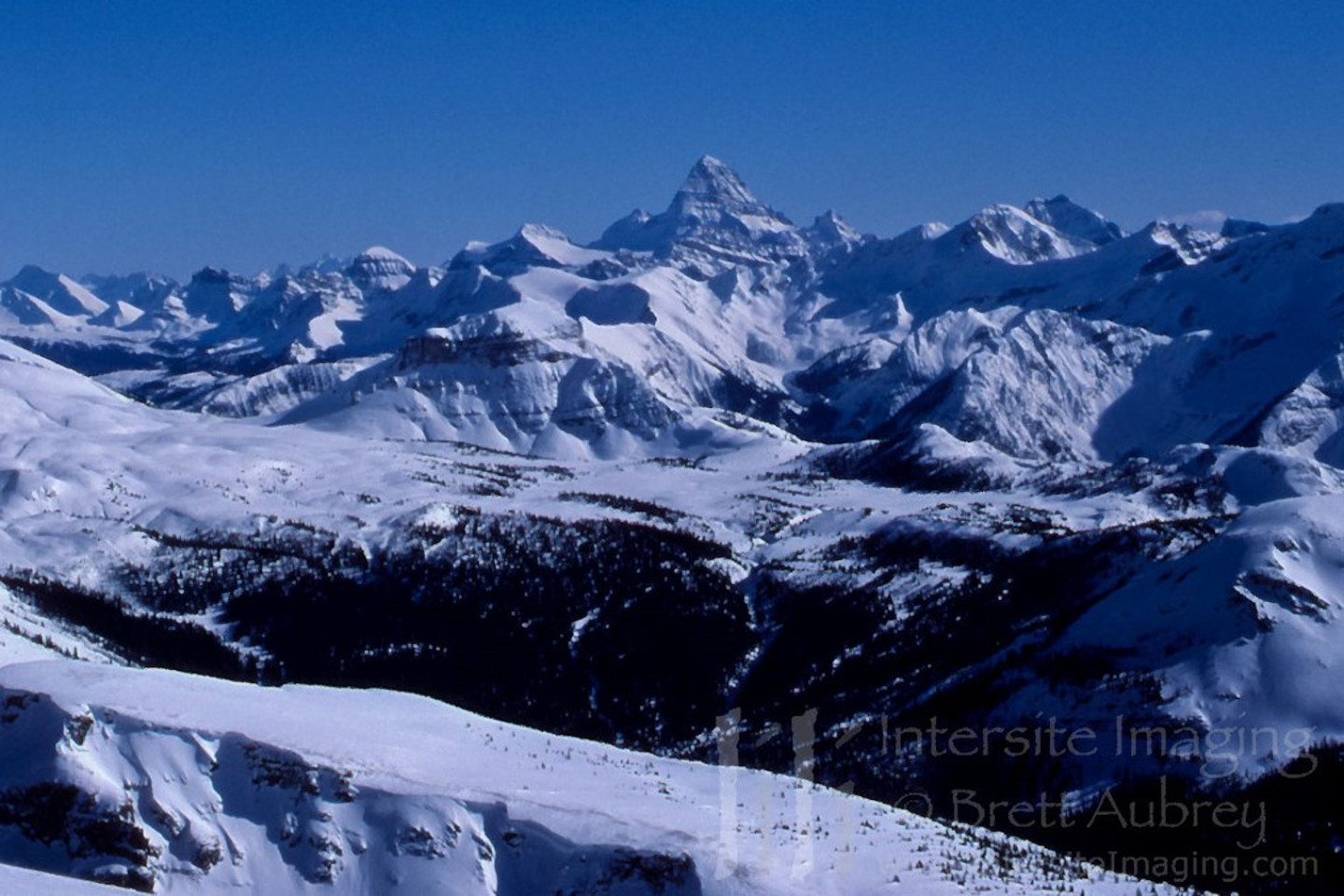
El monte Assiniboine visto desde Banff Sunshine Village